# Горянский, Валентин Иванович
Валентин Горянский (настоящее имя: Валентин Иванович Иванов; 1888—1949) — русский поэт-сатирик

.

## Биография
Незаконнорожденный сын художника князя Эдмона Адамовича Сулиман-Грудзинского.
Печатался в журналах «Сатирикон» и «Новый Сатирикон». Книги стихов «Крылом по земле», «Мои дураки. Лиро-сатиры» (обе — 1915).
В 1918 году перебрался на территорию, контролируемую белыми, в 1920 году эмигрировал. Жил в Турции, Югославии, с 1926 года — во Франции. В эмиграции опубликованы: поэма «Вехи огненные» (1921), роман в стихах «Порфандр и Глафира» (опубликован в 1956), комедия «Лабардан» (опубликована в 1959; по мотивам «Ревизора» Н. В. Гоголя).
В конце 1930-х годов ослеп, зрение удалось восстановить в результате операции в 1944 году. Некоторые его стихи были опубликованы в журнале «Парижский вестник», за что ряд коллег позднее обвиняли его в коллаборационизме. Также сотрудничал в пронацистской газете «Новое слово». Все его сыновья, кроме одного, были казнены немецкими оккупантами.